# Penicillum

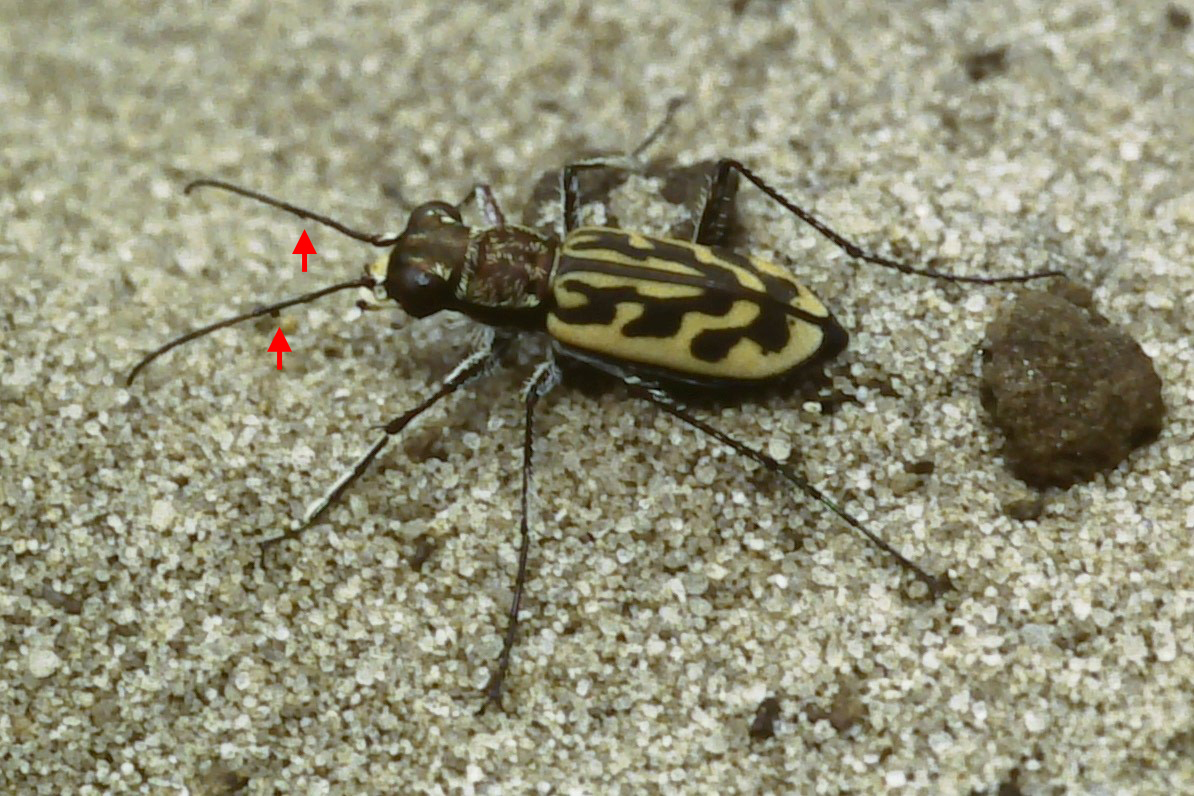
Männchen von Lophyra fasciculicornis mit je einem Penicillum an der Unterseite des vierten Fühlergliedes

Penicillum (lat. Diminutiv von Pinsel) (manchmal auch Penicillium oder Penizillium) bezeichnet in der Zoologie einen dichten Haarpinsel auf der Unterseite des vierten Fühlergliedes bei den Männchen mancher Sandlaufkäfer. Ein Penicillum besitzen in der Gattung Lophyra folgende Arten: Lophyra bertolonia, Lophyra fasciculicornis, Lophyra flexuosa, Lophyra monteiroi, Lophyra latelimbata und Lophyra differens aus der Afrotropis und Paläarktis sowie die beiden Arten Lophyra fuliginosa und Lophyra striatifrons aus der Orientalis. Die Funktion der Strukturen ist noch unbekannt. Möglicherweise handelt es sich um Sensillen oder Borsten, die mit der Paarung in Zusammenhang stehen. Bei weitem nicht alle der über 2300 Arten der Sandlaufkäfer haben ein Penicillum. Das Vorhandensein beschränkt sich ausschließlich auf etwa 30 Arten im Tribus Cicindelini. Von diesen ist Lophyra flexuosa die einzige, die in der Paläarktis vorkommt.
Auch andere pinselartige Strukturen bei Insekten werden zuweilen als Penicillum bezeichnet.